# Palinurus charlestoni
Espèce
Statut de conservation UICN

 NT  : Quasi menacé
Palinurus charlestoni est une espèce de langoustes de la famille des Palinuridae. Cette espèce n'a été observée que dans les eaux Atlantique à proximité du Cap-Vert.

## Systématique
L'espèce Palinurus charlestoni a été décrite en 1964 par les zoologistes français Jacques Forest (d) (1920-2012) et Émile Postel (d) (1914-1974).

## Description
L'holotype de Palinurus charlestoni, un mâle, mesurait 98 mm et le paratype, une femelle, 95 mm. Vivants, les spécimens présentent une coloration rouge violacé assez variable. Sortis de l'eau la teinte rouge s'accentue pour devenir vermillon. 

## Étymologie
Son nom spécifique, charlestoni, lui a été donné en référence au langoustier Charleston du pêcheur breton L. Riou de Camaret qui a rapporté les premiers spécimens lors de sa campagne de pêche entre octobre et décembre 1963. Au total, ce sont environ 3 400 spécimens de cette espèce qui avaient été pêchés entre 180 et 200 m de profondeur dans le Nord du Cap-Vert et, en particulier, au large de Boa Vista et de Sal.

## Publication originale
- J. Forest et E. Postel, « Sur une espèce nouvelle de langouste des îles du Cap-Vert, Palinurus charlestoni, sp. nov. », Bulletin du Muséum national d'histoire naturelle, Paris, IN  Groupe, vol. 36, no 1,‎ 1964, p. 100-121 (ISSN 1148-8425 et 2420-1901, OCLC 801819388, BNF 34428233, lire en ligne).